# Mistrovství České republiky v cyklokrosu 2022
Mistrovství České republiky v cyklokrosu 2022 se konalo za hojné divácké účasti v sobotu 8. ledna 2022 v Kolíně, který nahradil původně plánovaný Uničov, protože tamní pořadatelé odřekli vzhledem k složité pandemické situaci jeho pořádání. Závodu mužů se zúčastnili závodníci kategorií elite a do 23 let. Muži závodní okruh absolvovali osmkrát a ženy šestkrát. Startovalo 34 mužů a 10 žen.

## Přehled muži
Start závodu negativně ovlivnilo špatně fungující startovní světlo, které se na pravé straně rozsvítilo asi o sekundu později. V úvodních metrech upadl z první pozice Matěj Stránský, za kterým se zdržel obhájce titulu Michael Boroš. Do čela se dostal Borošův týmový kolega Jakub Ťoupalík a postupně navyšoval svůj náskok. Za ním se zformovala skupina ve složení Paprstka, Jelínek, Vaníček a Adam Ťoupalík. Ve druhém kole se do této skupiny dotáhl i Boroš, který z ní po krátkém odpočinku odjel a začal stahovat Jakuba Ťoupalíka. Při nájezdu do posledního kola ztrácel Boroš deset sekund, ale po Ťoupalíkově chybě v písečné pasáži nad stadionem se na něj dotáhl. V cílovém spurtu měl více sil Boroš a získal svůj pátý titul. Třetí dojel jejich další týmový kolega z Elkov Kasper Adam Ťoupalík.
Po závodě se objevily spekulace o možné týmové režii v posledním kole, protože na televizních záběrech byla při průjezdu Jakuba Ťoupalíka vidět ruka v týmovém oblečení, která ukazovala dva prsty a signál zpomalení. Trenér Elkov Kasper Otakar Fiala toto nařčení odmítl. Jakub Ťoupalík připustil, že signalizaci viděl, ale neřídil se jí.
| Poř.             | Jméno          | Čas           |
| ---------------- | -------------- | ------------- |
| Zlatá medaile    | Michael Boroš  | 1:01:28.2 h   |
| Stříbrná medaile | Jakub Ťoupalík | + 00:00.3 min |
| Bronzová medaile | Adam Ťoupalík  | + 01:21.3 min |
| 4                | Josef Jelínek  | + 01:34.4 min |
| 5                | Šimon Vaníček  | + 01:49.3 min |
| 6                | Tomáš Paprstka | + 02:02.3 min |

## Přehled ženy
| Poř.             | Jméno              | Čas           |
| ---------------- | ------------------ | ------------- |
| Zlatá medaile    | Kristýna Zemanová  | 52:50.3 min   |
| Stříbrná medaile | Tereza Vaníčková   | + 00:32.3 min |
| Bronzová medaile | Nikola Bajgerová   | + 00:40.2 min |
| 4                | Jana Czeczinkarová | + 00:52.6 min |
| 5                | Pavla Havlíková    | + 01:39.4 min |
| 6                | Tereza Tvarůžková  | + 02:18.1 min |